# گمینا راکونگویتسه
گمینا راکونگویتسه (به لهستانی:  Gmina Rakoniewice) یک گمینا در لهستان است که در شهرستان گروجیسک ویلکوپولسکی واقع شده‌است. گمینا راکونگویتسه ۲۰۱٫۱۵ کیلومتر مربع مساحت و ۱۲٬۵۱۵ نفر جمعیت دارد.